# PR-HU 47
El PR-HU 47 es una ruta de pequeño recorrido en la Ribagorza, provincia de Huesca, Aragón, España. Empieza en Beranuy (enlace con el GR-18.1) y acaba en el pico Puyalto (enlace con el GR-18).
El recorrido total son 6 km, en torno al valle del Isábena. Las altitudes durante el recorrido oscilan entre los 1210 m s. n. m. en Beranuy y los 1700 en el pico.
Enlaza dos senderos de Gran Recorrido (GR): GR-18 y GR-18.1.
| Municipios | Localidades | Localidades                      |
| ---------- | ----------- | -------------------------------- |
| Isábena    | Beranuy     | GR-18.1 GR-18 en el pico Puyalto |